# Morte de Edison Tsung Chi Hsueh
Edison Tsung Chi Hsueh (São Paulo, agosto de 1976 — São Paulo, 22 de fevereiro de 1999) foi um calouro que morreu afogado num trote estudantil da Faculdade de Medicina da Universidade de São Paulo (USP).

## Antecedentes
Edison Tsung Chi Hsueh nasceu em agosto de 1976 na cidade de São Paulo, do pai Hsueh Feng Ming e a mãe Yen Yin Hwa Hsueh. O casal, que nasceu em Taiwan, teve outros dois filhos homens antes de Edison, e viviam no Brasil desde 1970. Edison vivia com os pais na Vila Cruzeiro, em Santo Amaro, Zona Sul de São Paulo. No primeiro ano do curso de medicina da Faculdade Santa Casa, em 1996, Edison foi reprovado, mas foi aprovado no ano seguinte, passou no segundo em 1997 e, depois de passar 1998 afastado, havia se rematriculado para cursar o terceiro ano em 1999. Entretanto, decidiu trancar a matrícula para tentar cursar a Faculdade de Medicina da Universidade de São Paulo, pública, pois o pai estava com dificuldades para pagar a mensalidade de cerca de mil reais. Feng Ming comentou na época que Edison "sonhava com USP, com [o] nome da USP. E queria economizar nosso dinheiro. Pensava em mim, que estou desempregado. Pensava na mãe, que cuida de um pequeno bazar".
Colegas disseram que Edison era conhecido por ser muito tímido. Ele não bebia com frequência e não sabia nadar. Embora Edison não gostasse de festas, sua mãe disse que ele resolveu participar porque estava muito feliz em ter passado no curso de medicina da USP. Na primeira ou segunda "fase" do trote estudantil da faculdade, ocorridos no dia 8 e 9 de fevereiro de 1999, respectivamente, a mãe relatou que Edison chegou em casa molhado, que havia entrado de roupa na piscina e estava com a cabeça raspada. Mesmo assim, ele decidiu participar da terceira "fase" do trote.

## Caso

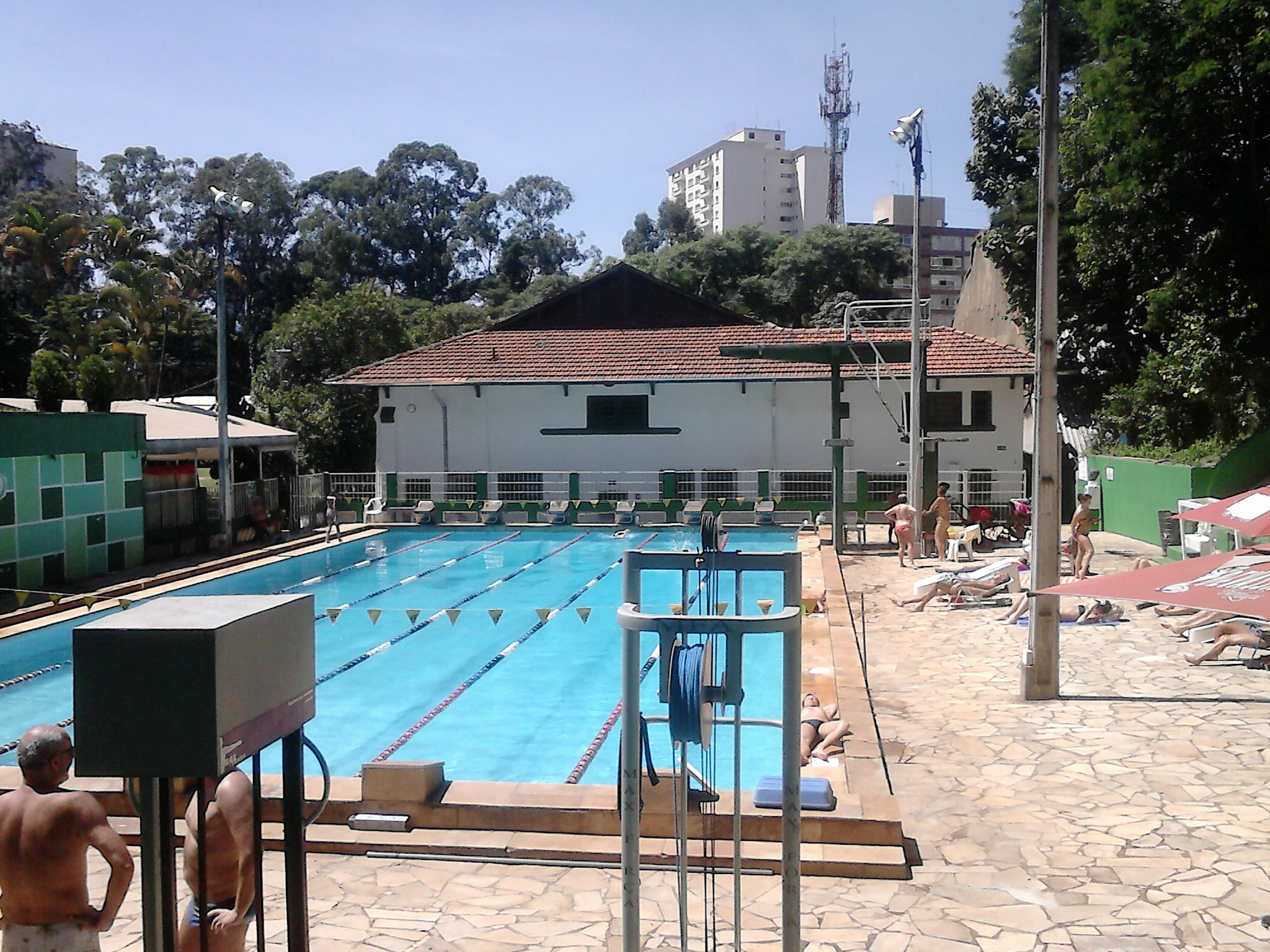
Imagem da Associação Atlética Acadêmica Oswaldo Cruz

Na manhã do dia 22 de fevereiro de 1999, ocorreu a aula inaugural da faculdade. Depois, os calouros, incluindo Edison, foram pintados com tinta pelos veteranos. Por volta das 12h, um grupo de aproximadamente duzentas pessoas, entre veteranos e calouros, foram para a Associação Atlética Acadêmica Oswaldo Cruz, que pertence ao diretório acadêmico da Faculdade de Medicina da USP, para participar de uma festa de confraternização, evento tradicional da faculdade, onde ocorria um churrasco. O evento foi interrompido por volta das 14h30, quando um temporal atingiu São Paulo. Enquanto uma parte do grupo foi embora, outra se refugiou em um ginásio da entidade. A festa durou até cerca de 18h, com "muita cerveja" e acesso livre à piscina.
O corpo de Edison foi encontrado por volta das 7h30 do dia seguinte, por um funcionário da limpeza, na piscina do local. Um delegado disse que a água estava escura devido ao excesso de cloro e sujeira, o que pode ter atrapalhado na visualização do corpo submerso na noite anterior. Sua bermuda estava suja com tinta; entretanto, segundo veteranos, os calouros não recebiam trote durante o churrasco e, antes do início da festa, os calouros eram limpos. Segundo o laudo de exame necroscópico, Edison morreu afogado entre 14h e 16h do dia 22. Além disso, não havia sinais de agressão prévia à sua queda na piscina. O corpo apresentava escoriações e manchas: as primeiras provavelmente ocorreram em decorrência do período em que Edison se debateu debaixo d'água, tentando se salvar, e as manchas teriam sido produzidas cerca de três dias antes.
Mais tarde, foi revelado que a festa havia sido marcada pela agressividade dos veteranos aos calouros, além da falta de segurança no local. Apesar de não haver confirmação sobre se a morte foi proposital ou acidental, havia pressão para que calouros permanecessem na piscina, que tinha uma profundidade de até cinco metros, mesmo que não soubessem nadar. Além disso, houve elementos não planejados no evento, como uísque, vodca, pinga e frascos de lança-perfume. Alguns relatos notórios dos participantes são:
- "Veteranos [...] obrigaram uma caloura, que não sabia nadar, a entrar na piscina. A caloura avisou que não sabia nadar. Mas mesmo assim teve de entrar na piscina, coagida. Ela foi retirada da piscina por outros veteranos."
- "Alguns veteranos bateram nas mãos ou no [ilegível] de calouros que descansavam na borda da piscina com chinelos e com baquetas de bateria, obrigando-os a se dirigirem para o meio."
- "[...] Em certos momentos, [os calouros] se apoiavam na borda da piscina. Alguns veteranos pisavam nas mãos dos calouros, intimidando-os a permanecer na água [...]"
- "[...] Havia mais de cem pessoas na água [...]"
- "O que deveria ter sido feito, e não ocorreu, era um aviso sobre a profundidade da piscina."
- "Talvez tenha faltado um salva-vidas numa piscina tão profunda."
- "Havia muitos alunos alcoolizados, uma piscina funda e ninguém responsável para vigiar."
- "A junção de pessoas alcoolizadas, com aquela piscina do lado, foi uma abertura para acidentes."

As cartas foram escritas por alunos que presenciaram o evento, por uma iniciativa de Maria do Patrocínio Warth, professora de clínica geral.

## Resposta
Logo após o caso, a direção da faculdade abriu sindicância para apurar a morte de Edison e que, se fosse comprovado que houve trote violento, haveria punição aos alunos envolvidos, incluindo pena de expulsão, e ao centro acadêmico. Os alunos fizeram pacto de silêncio: decidiram que não dariam informações à imprensa e que orientariam os jornalistas a procurar a direção da faculdade. O então estudante Frederico Carlos Jana Neto, conhecido como Ceará, foi preso por cinco dias após a gravação de um vídeo em que dizia, em tom de brincadeira: "Eu sou o assassino do calouro da USP. Eu matei o japonês afogado".
No inquérito policial instaurado para apurar as razões da morte do calouro, mais de 130 pessoas foram ouvidas. Em 2001, Ceará e Guilherme Novita Garcia, ambos médicos que foram apontados como os veteranos que lideraram o trote, foram indiciados por homicídio qualificado, junto com os estudantes de Medicina Luís Eduardo Passareli Tirico e Ari de Azevedo Marques Neto. Entretanto, em 2006, o caso foi arquivado; segundo o Superior Tribunal de Justiça (STJ), não havia elementos para justificar as acusações. O Ministério Público recorreu da decisão, mas, em 2013, por cinco votos a três, a Suprema Corte confirmou a decisão e entendeu que o STJ tinha competência para trancar uma ação penal antes que o juiz de primeira instância analisasse o processo. Os pais de Edison também entraram ação contra a USP pedindo indenização por danos morais e materiais, exigindo pensão mensal de 7,5 mil reais e indenização equivalente a 20 mil salários mínimos. Porém, o Tribunal de Justiça de São Paulo entendeu que a universidade não era responsável pela piscina do Centro Acadêmico.
Em 2019, vinte anos após a morte de Edison, a mãe apareceu em jornais, pedindo justiça e que o caso fosse reaberto. Segundo ela, o pai do calouro morreu em 2008 devido à depressão causada pela morte do filho.

## Legado
A morte de Edison levou a uma série de mudanças e discussão sobre trotes em universidades. A USP baniu os trotes em todos os câmpus universitários, e criou um "Disque-Trote" para receber denúncias de trotes violentos. Em vez disso, os novos alunos de medicina são recebidos com palestras, tour pelo campus e ações educativas que também envolvem os pais. Em 9 de abril de 2003, a Câmara Municipal de São Paulo criou o Prêmio de Cidadania Universitária Edison Tsung-Chi Hsueh, "a ser concedido às entidades estudantis de nível superior que se destacarem na organização de recepções aos calouros, estimulando o exercício da cidadania, a preservação ambiental e a participação comunitária". Em 2008, foi divulgado que o roteirista Yuan YiPing faria um filme sobre o caso, com um orçamento de 200 mil dólares. Entretanto, não há registros de que o filme foi lançado. O caso foi citado na lista de "crimes que abalaram o Brasil" do Terra. Diversos artigos acadêmicos sobre trotes violentos citam o caso de Edison.

### Jornais
- «Farra mortal». ISTOÉ Independente. 21 de abril de 1999. Consultado em 5 de março de 2022
- «Morte de calouro na USP completa dez anos no próximo domingo». Agora. 15 de fevereiro de 2009. Consultado em 5 de março de 2022

### Artigos acadêmicos
- Santos, Bruna Marinho dos (2020). «Trote universitário: quando a brincadeira se torna um crime». Universidade Católica do Salvador.
- Akerman, Marco; Scalisa, Felipe; Akerman, Jacques (setembro de 2015). «Para enfrentar os trotes e violências nas universidades: o que falta?». Interface - Comunicação, Saúde, Educação. pp. 421–425. doi:10.1590/1807-57622015.0426. Consultado em 6 de março de 2022
- Zuin, Antônio Álvaro Soares (agosto de 2002). «O trote no curso de pedagogia e a prazerosa integração sadomasoquista». Educação & Sociedade. pp. 243–254. doi:10.1590/S0101-73302002000300012. Consultado em 6 de março de 2022